# Borovina
Borovina (bulgariska: Боровина) är ett distrikt i Bulgarien.   Det ligger i kommunen Obsjtina Madan och regionen Smoljan, i den södra delen av landet, 180 km sydost om huvudstaden Sofia.
I omgivningarna runt Borovina växer i huvudsak blandskog. Runt Borovina är det ganska tätbefolkat, med 60 invånare per kvadratkilometer.